# 圣安寺 (北京)
圣安寺，位于北京市西城区南横西街119号，是一座汉传佛教寺院。

## 历史
北京市档案馆收藏的《1936年北平市政府第一次寺庙总登记》记载：“圣安寺（僧庙）坐落外四区南横街西口外四号，建于唐，明隆和和尚募化重修，属公建。不动产房基地十五亩九分，耕地四十五亩，房屋一百三十二间。管理及使用状况为自行管理，佛殿配房等除供佛外，出租停灵，地亩自行耕种。庙内法物有铁鼎一座，铜钟、铜磬各一口，大供桌三张，小供桌一张，锡五供托一份，锡供三件，木五供三堂，法器三份，钟板一份，鼓两个，佛像五十六尊，神像二十五尊，经典七种，雕刻两种，绘画两种，另有古槐三棵，柏树四棵。”（档号J3－8－508）
圣安寺始建于金朝天会年间（1123年-1135年）。传说是金朝帝后为佛觉、晦堂两位大师营建。因为该寺建于金中都城内的柳湖村旁，寺外有湖，湖畔垂柳，故俗称“柳湖寺”。金朝时，圣安寺内曾供奉着金世宗、金章宗像（见元朝诗人乃贤《南城咏古》）。后来还有传说称寺内后堂供奉金章宗宠妃李宸妃的像。元史记载，名臣王磐高老还乡，百官设宴饯行，皇太子也在次日于圣安寺内赐宴，百官送王磐出金中都丽泽门回乡。
明朝，圣安寺坍塌，湖边贼匪出没，柳树也消失。明朝正统十一年（1446年）京师地震，宫内太监重修圣安寺，为将建寺作为自己的功德，将寺内金元时期旧碑、旧匾全部毁灭，将该寺更名为“普济寺”。大雄宝殿内有3尊三世佛（西方三圣），是明代作品，佛身为紫红色，浑厚粗圆，背后衬高大的背光，外层透雕有火焰纹，内层浮雕有3尊小坐佛，每尊小坐佛下承莲花座。大雄宝殿内还绘制了精美的壁画。
清朝乾隆四十一年（1776年），乾隆帝出资重修并复名为“圣安寺”。重修的圣安寺内有天王殿，次为瑞象亭，中为大雄宝殿。殿上匾额都是乾隆帝御书。寺内原有的三尊三世佛像迁到静明园供奉，其他佛像均重加塑饰。
圣安寺从元朝起便是北京官员、文人、学者游览聚会的场所。元朝诗人乃贤在《南城咏古》中写道：“寺有金世宗、章宗二朝像。”清朝李慈铭家住保安寺街，曾与几位好友游览圣安寺，并赋诗一首：“情游重忆十年前，破寺楸花四月天，休教更话金源事，尘画明昌问圣安。”
中华人民共和国成立后，圣安寺改为私立圣安小学（后为宣武区南横街第一小学、宣武区少年科技馆）。1957年，圣安寺被公布为第一批北京市文物保护单位。文化大革命期间，圣安寺遭到严重破坏，精美的壁画和塑像被全部毁灭，北部建筑被拆除，山门和天王殿幸存。文化大革命结束后，圣安寺被撤消北京市文物保护单位。2005年后，圣安寺北部建筑旧址建成居民区。因为居民多是回民，所以在圣安寺大雄宝殿旧址上建成“宣武区回民幼儿园”。山门、天王殿受到保护。2009年7月23日，宣武区人民政府将圣安寺列为北京市宣武区文物保护单位。

## 建筑
圣安寺坐北朝南，正对南横西街，主要建筑有：
- 山门：山门匾额“敕建古刹圣安寺”。山门现存。
- 天王殿：天王殿现存。
- 瑞象亭：瑞象亭已迁至陶然亭公园。[2]
- 大雄宝殿：为该寺的中心建筑。大雄宝殿内部梁架，例如鸳鸯交手拱等等，都采用清代之前的法式。大殿内的壁画相传是明朝画家商喜的作品。东、西、北3面墙上，共绘有8幅佛故事画。背屏后面绘有3尊菩萨像，衣纹、肌肤细腻。圣安寺壁画代表了中国15世纪初宗教壁画的典型风格。佛像和壁画都毁于1960年代末期。大雄宝殿已无存。
  - 东、西配殿：位于大雄宝殿前的东西两侧。已无存。
- 后殿：后殿已无存。